# Alexander Pschill
Alexander Pschill es un actor nacido el 13 de junio de 1970 en Viena, Austria. 

## Biografía
Pschill es conocido por protagonizar el personaje Marc Hoffmann en la serie austriaca Kommissar Rex, en la que participó en los capítulos del 90 al 132, las temporadas octava, novena y décima, durante los años 2002 al 2004 durante 27 episodios. 
En Austria es un actor conocido también por su trabajo en la serie de comedia "Die Lottosieger" donde interpretó el papel del Dr. Rüdiger Rössler. 
Su estatura es de 1.68 metros (5' 6¼" ), estudió teatro en Seattle de 1989 a 1993 en el "Cornish College of the Arts Professional Acting Conservatory" donde obtuvo el título de "Bachelor of Fine Arts".
Su debut teatral fue en 1993 en la obra "Die Amazonen" donde interpretó a "Theseus"; en el año de 2001 ganó el premio de teatro Romy otorgado por Romy Shootingstar en Austria; ese mismo año fue nominado como mejor actor revelación por su rol en la película Nestroy Preis.
En mayo de 2010 se estrenó la película de género drama Todespolka.
Pschill es cofundador y director artístico del teatro "Bronski & Grünberg" en Viena.

## Filmografía
- 2009-2011: Die Lottosieger. (Serie)
- 2010: Die verrückte Welt der Ute Bock
- 2010: Der Winzerkönig. (Serie)
- 2010: Gut gegen Nordwind. (Película para la televisión)
- 2010: Todespolka
- 2010: Schnell ermittelt. (Serie)
- 2009: Rimini.
- 2007: "SOKO Donau". (Serie).
- 2007: Facetten.
- 2005: Lucía.
- 2005: T-Bone.
- 2005: Deli.Moment.
- 2004: Der Bestseller - Wiener Blut.
- 2004: Schatten.
- 2001: Selbstbeschreibung.
- 1999: "Julia - Eine ungewöhnliche Frau" (Serie).
- 1999: Zwei Frauen, ein Mann und ein Baby.
- 1998-1999: "Aus heiterem Himmel" (Serie, 17 episodios).
- 1998: Beastie Girl.
- 1998: Alles werden gut.
- 1996: Der Sohn des Babymachers.
- 1995-2004: Rex, un policía diferente (título original, Kommissar Rex) (serie - 27 episodios).
- 1995: Glück auf Raten.
- 1994: 1945.
- 1990-1991: Temptation.